# Hetereleotris nebulofasciata
Hetereleotris nebulofasciata és una espècie de peix de la família dels gòbids i de l'ordre dels cipriniformes que es troba a Moçambic.